# 延 (莎车)
延（？—19年），西汉时莎车国王。
前65年，西汉杀死篡位的莎车王呼屠徵，拥立呼屠徵的侄子为王。汉元帝时代，莎车王延曾经在汉朝京城长安当侍子（质子），久居长安，羡慕喜欢汉朝。后来回国即位，治政多参行汉朝典章制度。王莽篡位后，匈奴夺取占有西域各国，只有莎车强盛，莎车王延不肯归附匈奴。他告诫儿子们：“应当世代事奉汉朝，不可背叛！”天凤五年（18年），延去世，谥忠武王，儿子康继位。